# Himno de la Liga de Campeones de la UEFA
El himno de la Liga de Campeones de la UEFA, titulado de manera oficial simplemente como Champions League, es una composición de Tony Britten consistente en arreglos sobre una pieza de Georg Friedrich Händel llamada Zadok the Priest (en español: Zadok el sacerdote), perteneciente a la serie de los cuatro Coronation Anthems (himnos de coronación).

## Historia y características
La UEFA eligió a Tony Britten en 1992 para llevar a cabo la creación de su himno. Una vez arreglada la composición original de Händel, Champions League fue interpretada por la Royal Philharmonic Orchestra y el coro de la Academy of Saint Martin in the Fields. La letra de la canción está escrita en los tres idiomas oficiales de la UEFA, es decir, en inglés, alemán y francés. 
El estribillo del himno suena antes del comienzo de cada partido de la Liga de Campeones. Asimismo, las cadenas de televisión que emiten partidos de Champions están obligadas a emitir una versión reducida del mismo antes y después del partido. La duración de Champions League es de unos tres minutos, a lo largo de los cuales se escuchan las dos estrofas y el estribillo de que está formada la canción. 
Nunca se ha publicado comercialmente en su versión original; sin embargo, el coro de la Academy of Saint Martin in the Fields sí grabó el Zadok the Priest de Händel en el álbum de 2002 World Soccer Anthems. En 2006, el dúo polaco Kalwi & Remi hizo una nueva versión titulada Victory, que contiene interpolaciones vocales y musicales del original.

## Letra
La letra del himno de la Champions League es una serie de arreglos hechos por Tony Britten a la obra original del compositor alemán Georg Friedrich Händel, un gran compositor del periodo barroco. Es propiedad de la Unión de Asociaciones de Fútbol Europeas, UEFA, ya que fue un pedido hecho al compositor, y no una creación por iniciativa propia.
Ce sont les meilleures équipes
Sie sind die allerbesten Mannschaften
The main event
Die Meister
Die Besten
Les grandes équipes
The champions
Une grande réunion
Eine große sportliche Veranstaltung
The main event
Ils sont les meilleurs
Sie sind die Besten
These are the champions
Die Meister
Die Besten
Les grandes équipes
The champions

## Interpretaciones en finales
En la final de las ediciones de 2009, 2010, 2011, 2012, 2014, 2015 Y 2016 se han interpretado diferentes versiones del himno:
- En la final de 2009, la voz del tenor italiano Andrea Bocelli acompañó al himno previo al partido, disputado en el Estadio Olímpico de Roma, cantando principalmente la frase en italiano Loro sono i campioni. Lo hizo desde el Palco de Honor del estadio, en vivo y en directo.[3]

- Para la final de 2010, disputada en el Estadio Santiago Bernabéu (Madrid), sonó la voz del tenor peruano Juan Diego Flórez durante el himno, cantando en castellano la frase Ellos son los campeones. Sin embargo esta vez no fue en directo, sino que estaba ya grabado.[4]

- En la de 2011, fue el grupo británico All Angels las encargadas, en diversos idiomas, de acompañar al himno en directo desde el mismo césped del Estadio de Wembley (Londres).[5]

- Para la de 2012, celebrada en el Allianz Arena de Múnich, el tenor Jonas Kaufmann y el violinista David Garrett, ambos alemanes, interpretaron desde el terreno de juego y también en diversos idiomas el himno en directo.[6]

- Para la de 2014, celebrada en el da Luz de Lisboa, la cantante de fados, la portuguesa Mariza cantó el himno en directo.[7]

- Para la de 2015, celebrada en el Estadio Olímpico de Berlín, en conjunto el tenor de nacionalidad españoles Manuel Gómez Ruiz y la alemana Nina María Fisher cantaron el Himno en directo.[8]

- Para la de 2016 celebrada en el Giuseppe Meazza, de Milán, nuevamente la cantaría el Himno en vivo la voz del tenor italiano Andrea Bocelli tras su última interpretación en la final de 2009.[9]